# Columbo
« Columbo » redirige ici. Pour les autres significations, voir Columbo (homonymie).
Columbo est une série télévisée policière américaine créée par Richard Levinson et William Link. Après deux épisodes pilotes en 1968 et 1971, la série est diffusée au début sur le réseau NBC, de 1971 à 1978 comme l'un des programmes tournants de l'émission NBC Mystery Movie. La série est ensuite diffusée moins fréquemment sur le réseau ABC, de 1989 à 2003.
En France, la première série est diffusée du 20 décembre 1972 sur la première chaîne de l'ORTF au 3 mai 1980 sur TF1. La deuxième série est diffusée à partir du 7 juin 1992, aussi sur TF1. Et au Québec à partir du 4 juillet 1974 à la Télévision de Radio-Canada, puis rediffusée sur le réseau TVA.
Le rôle-titre de Columbo est interprété par l'acteur Peter Falk. Columbo est inspecteur de police. Son grade dans la police américaine est celui de lieutenant de la brigade criminelle de Los Angeles (LAPD). En apparence un peu simplet, brouillon et laborieux, il se révèle en fait très intelligent, perspicace et obstiné. 
Au-delà de la personnalité du personnage principal, l'originalité de la série réside dans le fait que le spectateur connaît, dès le début de l'épisode, qui est l’assassin et bien souvent le mobile de son crime.

## Présentation de la série
La particularité la plus marquante de la série Columbo est de montrer, au début de chaque épisode, la préparation du meurtre et sa réalisation (à l’exception de l’épisode 60, « À chacun son heure », où aucun meurtre n'est commis). Ainsi, contrairement aux fictions policières habituelles, le téléspectateur sait immédiatement qui est l’assassin et comment il a échafaudé son crime. La question n'est donc pas « qui » est le meurtrier (whodunnit) ou « si » Columbo va réussir à prouver sa culpabilité mais comment il va démasquer celui-ci (Howcatchem). Cette inversion des codes en matière de résolution d'enquêtes criminelles constitue une nouvelle forme de suspense.
En outre, Columbo repère assez rapidement le coupable, qui s'avère toujours être membre de la haute société de Los Angeles et appartenir à l'entourage immédiat (familial ou professionnel) de la victime. L'assassin va immanquablement chercher à orienter Columbo vers une ou plusieurs fausses pistes, sans qu'il apparaisse certain pour le téléspectateur de savoir à quel stade l'inspecteur le démasquera totalement, puis le confondra grâce à un petit détail (qui ne sera révélé qu’à la fin de l'épisode). 
Toutefois, ce mobile n’est pas toujours évident au début de l'épisode, lorsque le meurtre a lieu (par exemple dans l'épisode « Grain de sable »). Le mobile peut aussi ne jamais être évoqué pendant l'enquête de Columbo, qui se contente uniquement de dénicher le coupable (par exemple dans l'épisode « Playback »).
Parmi les séries télévisées, la série Columbo est un cas particulier dans la mesure où il n’y a pas de générique musical commun à tous les épisodes — hormis une ritournelle This Old Man (en), qui revient épisodiquement, généralement sifflée par Columbo et parfois orchestrée. Les habillages musicaux des épisodes ont été confiés à plusieurs compositeurs pour les besoins spécifiques des scènes (peur, terreur, violence, etc.). Ces compositeurs sont appelés à la demande et n'ont jamais été crédités aux génériques, il s'agit de Dave Grusin, Dick DeBenedictis, Bernardo Segall, Patrick Williams, Billy Goldenberg, Gil Mellé, John Cacavas et Oliver Nelson.[réf. nécessaire]
Les images et le graphisme du générique de la série ne sont pas identiques à chaque épisode, notamment pour les épisodes pilotes où la police d'écriture des génériques ne suit pas de code particulier ; par exemple, les génériques du téléfilm de 1968 et du pilote de 1971 sont en blanc et ne mentionnent même pas le nom de « Columbo ». De même, le générique de fin du pilote défile de haut en bas, ce qui est unique dans toute la série. De manière générale, les épisodes suivants ont un générique de couleur jaune.
Seule constante : l'inspecteur Columbo est incarné par Peter Falk tout au long de la série.

## Historique de la diffusion
En France, la première série a été diffusée du 20 décembre 1972 sur la première chaîne de l'ORTF au 3 mai 1980 sur TF1 ; la deuxième série à partir du 7 juin 1992 sur TF1. Après la mort de Peter Falk, TF1 rediffuse l'ultime épisode de la série en première partie de soirée en juin 2011.
La série connaît ensuite diverses rediffusions en France sur les chaînes du câble et de la TNT notamment. Début 2017, TMC rediffuse la série avec de très bonnes audiences (une moyenne à un million de téléspectateurs en première partie de soirée le mercredi et le samedi soir, avec un record à 1,4 million).
Une partie de la série est disponible depuis février 2020 sur la plate-forme Prime Video d’Amazon.

## Production

### Créateurs et sources d'inspiration
En 1960, William Link et Richard Levinson présentent dans une émission de la NBC une enquête, « Enough Rope », résolue par un inspecteur du nom de Columbo. Ces deux auteurs en font ensuite une pièce de théâtre intitulée Prescription: Murder dont la première est jouée en 1962 à San-Francisco. Elle sera aussi jouée en France sous le titre de Meurtre sous prescription. En 1967, les auteurs l'adaptent pour un téléfilm diffusé en 1968 par la NBC où le rôle de Columbo est interprété par Peter Falk. La série vient à la suite de ce téléfilm.
Ce personnage, créé par les scénaristes William Link et Richard Levinson, s'inspire en partie de l'inspecteur Fichet, dans le film Les Diaboliques, ainsi que de Porfiry Petrovich dans Crime et Châtiment et du prêtre détective Père Brown.

### Réalisateurs
Steven Spielberg, et Jonathan Demme ont tous deux réalisé respectivement un épisode lors de leurs débuts ; Steven Bochco a quand a lui été l’un des scénaristes. Patrick McGoohan et John Cassavetes  à la fois réalisé et interprété plusieurs rôles dans différents épisodes.

### Acteurs
Peter Falk incarne l'inspecteur Columbo (voix française Serge Sauvion). Avant Peter Falk, le personnage a été interprété par deux acteurs : Bert Freed et Thomas Mitchell.
Bert Freed incarna Columbo en 1960, pour l’épisode Enough Rope de la série télévisée The Chevy Mystery Show, diffusé par NBC le 31 juillet 1960. L'histoire est l'adaptation de la nouvelle Dear Corpus Delicti de William Link et Richard Levinson.
Thomas Mitchell interpréta Columbo en 1962, dans une adaptation théâtrale de ce même épisode, « Prescription : Murder » (titre original et intrigue réutilisés pour le premier Columbo joué par Falk).
La propre femme de Peter Falk, Shera Danese, est apparue dans six épisodes de la série, dans les rôles de : Molly dans l'épisode « Deux en un » ; Eve Plummer dans l'épisode « Meurtre à la carte » ; Vanessa Barsini dans l'épisode « Portrait d’un assassin » ; Trish Fairbanks dans l'épisode « Jeux d’ombre » ; Geraldine Ferguson dans l'épisode « Columbo change de peau » et Kathleen Calvert dans l'épisode « La griffe du crime ».

## Biographie du personnage

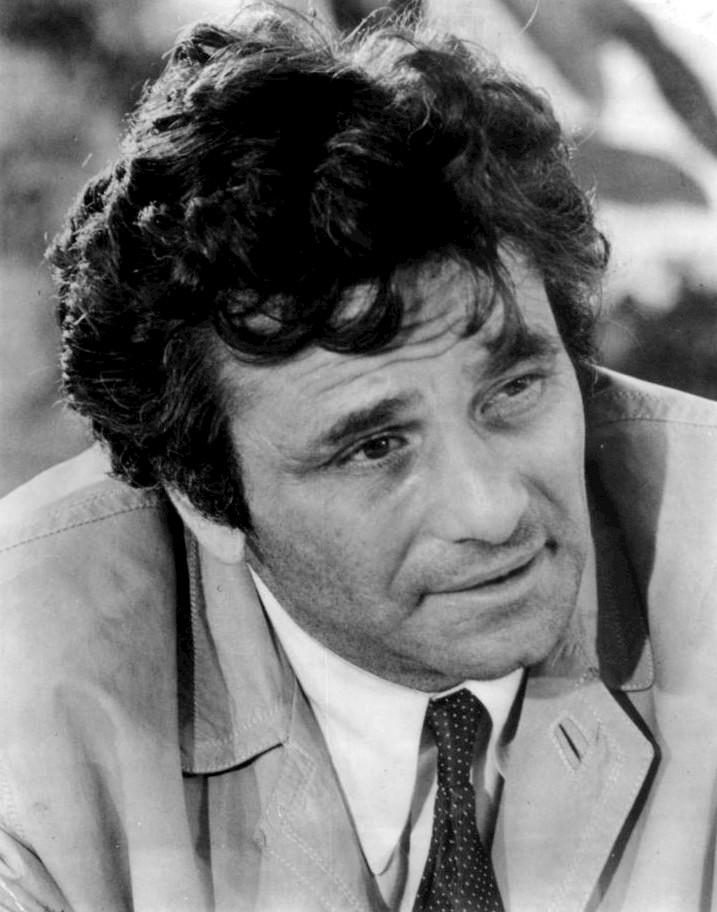
Peter Falk en 1973 dans la série.

### Prénom?
Le prénom de Columbo (first name en anglais américain) n'est pas indiqué explicitement. Le personnage met toujours son grade en avant — Lieutenant Columbo — lorsqu'il s'adresse à quelqu'un. Dans l’épisode 5, Poids mort (Dead Weight), il est néanmoins possible, en faisant un arrêt sur image, de lire distinctement sa signature avec « Frank Columbo » sur sa carte de police. 
L’intention des auteurs de la série étant de ne jamais révéler son prénom, il semble que ce « Frank » soit une création de l’accessoiriste de la série. On peut voir une photographie de la carte de Columbo sur la version anglophone de l’article, ainsi que dans un épisode de la saison 5 (Une Question d'Honneur, A Matter of Honor), où l'on découvre la photographie de la carte de police au début de l'épisode, au moment de l'accident de voiture : on y voit clairement écrit « Frank ». Dans l'épisode Meurtre au champagne (Death Hits the Jackpot) de la saison 11, le prénom est visible par deux fois quand il présente sa carte. En outre, dans l'épisode Entre le crépuscule et l'aube (By Dawn's Early Light), le colonel Lyle C. Rumford (Patrick McGoohan) lui demande son prénom (first name) mais Columbo élude la question en répondant : « ma femme est à peu près la seule à s'en servir ». Dans l'épisode Meurtre aux deux visages (It's all in the game), lorsque Lauren Staton (Faye Dunaway) lui demande son petit nom, Columbo, jouant sur les mots, lui répond lieutenant.

### Origines familiales
Columbo est né à l'époque de la prohibition dans la ville de New York. Il y a grandi non loin de Chinatown. Les membres de sa famille dont la série nous donne connaissance sont : son grand-père et ses parents, tous trois morts depuis, et cinq frères et une sœur morte qui était la mère de son neveu Andy dont il parle tant au fil des saisons. Son père portait des lunettes et faisait la cuisine tandis que sa mère était à l’hôpital, enfantant à nouveau. Son grand-père le laissait fouler le raisin lorsqu’il fabriquait son vin dans la cave. Il est d’origine italienne par ses deux parents. On peut comprendre à divers détails, au fil des épisodes, qu'il a des origines modestes et que son train de vie n'est pas mirobolant.
Toutefois, dans l'épisode 23, Au-delà de la folie (Mind over Mayhem), Columbo évoque ses enfants et sa femme partis rendre visite à sa mère à Fresno (17e minute) alors qu'en réalité il n'a qu'une seule fille (erreur de doublage).

### Enfance et études
Le père de Columbo, qui n’a jamais gagné plus de cinq mille dollars par an, lui a enseigné à jouer au billard, une obsession qui restera collée au futur inspecteur. Loin d'être un enfant modèle, il cassait les lampadaires dans les rues, jouait au flipper et faisait partie d’une bande de marmots toujours à l’affût de la bonne blague à faire… Il évoque dans un épisode que c'est peut-être pour rattraper toutes les farces qu'il a pu faire enfant qu'il est devenu policier. Le héros de son enfance était Joe DiMaggio, il aimait également les films de gangsters.
Lors de ses études au lycée, il abandonne la chimie pour l’ébénisterie. On lui connaît à l’époque une petite amie appelée Theresa. 

### Carrière
Après avoir fait son service militaire dans la police militaire durant la guerre de Corée, Columbo entre dans la police de New York et est assigné au douzième district (alors qu'en réalité ce district a été supprimé en décembre 1916 par les autorités de la ville). Il est formé par le sergent Gilhooley (sergent d'Anthony dans la VF), un Irlandais qui tente de lui enseigner l’art de jouer aux fléchettes, mais aussi lui apprend à réfléchir.
Columbo devient ensuite policier de la brigade criminelle de Los Angeles (LAPD). Il est filmé principalement sur les lieux du crime, ainsi que chez le meurtrier ou des témoins. Il se rend le moins possible au service médico-légal, ne supportant pas la vue des viscères et autres échantillons que le médecin légiste tient souvent à lui montrer.
Columbo porte rarement une arme et ne semble pas être une fine gâchette. Il prétend même avoir horreur des armes. Dans l'épisode « La femme oubliée », il prend le risque de perdre son badge pour éviter d'aller au stand de tir. 
En 1972, il gagnait onze mille dollars par an (le revenu moyen d'un ménage était de neuf mille dollars).

### Mariage et famille
Il déménage à Los Angeles en 1958 et se marie en 1961.
Une remarque de Columbo à la fin de l’épisode Quand le vin est tiré (Any Old Port in a Storm) et une autre au début de l’épisode Au-delà de la folie (Mind over Mayhem) montrent qu’il a des enfants, et il déclare à la 50e minute de l'épisode L’Enterrement de Madame Columbo (Rest in Peace, Mrs. Columbo) qu'il a une fille (qui a quitté le domicile familial). Mais tout le reste de la série laisse penser le contraire (notamment le fait que Columbo, qui ne manque jamais de faire allusion à n’importe quel autre membre, proche ou éloigné, de sa famille, préfère mentionner un petit neveu (Andy) ou un petit cousin plutôt que ses propres enfants).
Dans la série Madame Columbo, le couple a une fille, Jenny, et Kate Callahan, journaliste de son état, est censée avoir divorcé de son mari. Pourtant, même après ce divorce, Columbo continue de faire référence à sa femme. On peut en déduire qu’ils se sont remariés, qu’il a une nouvelle femme, ou bien que cela fait partie du personnage de policier naïf qu’il joue pour piéger ses adversaires, ou plus simplement qu’aucun effort de cohérence n’a été recherché entre la série Madame Columbo, qui a vite été un échec, et la série originale.
Pour ajouter à la confusion, Columbo fait une apparition surprise dans le Dean Martin Celebrity Roast of Frank Sinatra, le 7 février 1978, où il demande à Sinatra un autographe pour sa femme, lui demandant « d'écrire simplement pour Rose ».
Il donne aussi le prénom de son beau-frère, Georges, dans l'épisode 5, Poids mort (Dead Weight) ainsi que celui de sa nièce, Merilim, la fille de la sœur de sa femme. Divorcée et remariée à un policier, elle a six enfants. Dans l'épisode 45 (The Conspirators), il évoque un neveu champion de lutte et amateur de broderie… mais à la fin de l'épisode il affirme que son neveu vient de remporter une compétition d'haltérophilie (version française).
À chacun son heure (No Time to Die) est le seul épisode où l'on peut voir un membre de sa famille, son neveu Andy, agent de police (interprété par l'acteur Thomas Calabro). Un épisode pour le moins singulier où la femme d'Andy, Melissa (Joanna Going), est enlevée le jour de leur mariage, obligeant Columbo à prendre l'enquête en main.

### Goûts et habitudes
Columbo n’est pas très calé en calcul. Il aime la cuisine, les limericks (des poèmes en cinq vers, toujours comiques et absurdes), les westerns, l’opéra italien, les valses de Strauss, le golf, la musique classique, Louis Armstrong, Bette Davis, le bowling, les romans policiers et le football à la télévision. Il sait jouer également du tuba. Il affirme être expert en réglage de téléviseurs, alors qu’il ne l’a fait qu’une fois et que le bouton lui est resté dans les mains… Il avoue lui-même ne rien connaître aux fax ou aux ordinateurs.
Il est toujours près de ses sous, à tel point que, pour leur vingt-cinquième anniversaire de mariage, il envisage d’emmener sa femme faire du camping plutôt que lui offrir un objet en argent ; il n’hésite du reste jamais à récupérer discrètement un cigare ou un chocolat à portée de main. Son mets préféré est le chili con carne (avec des biscuits) qu’il dévore dans un restaurant populaire qui existait réellement, le Barney’s Beanery de West Hollywood. Columbo adore aussi le café qu’il boit noir, les œufs durs lui servant de coupe-faim. Il parle anglais, italien (pourtant il prétend ignorer cette langue, lors d’une conversation avec le mafieux Vincenzo Fortelli ou encore dans Symphonie en noir) et un peu l’espagnol.

### Caractéristiques physiques et signes particuliers

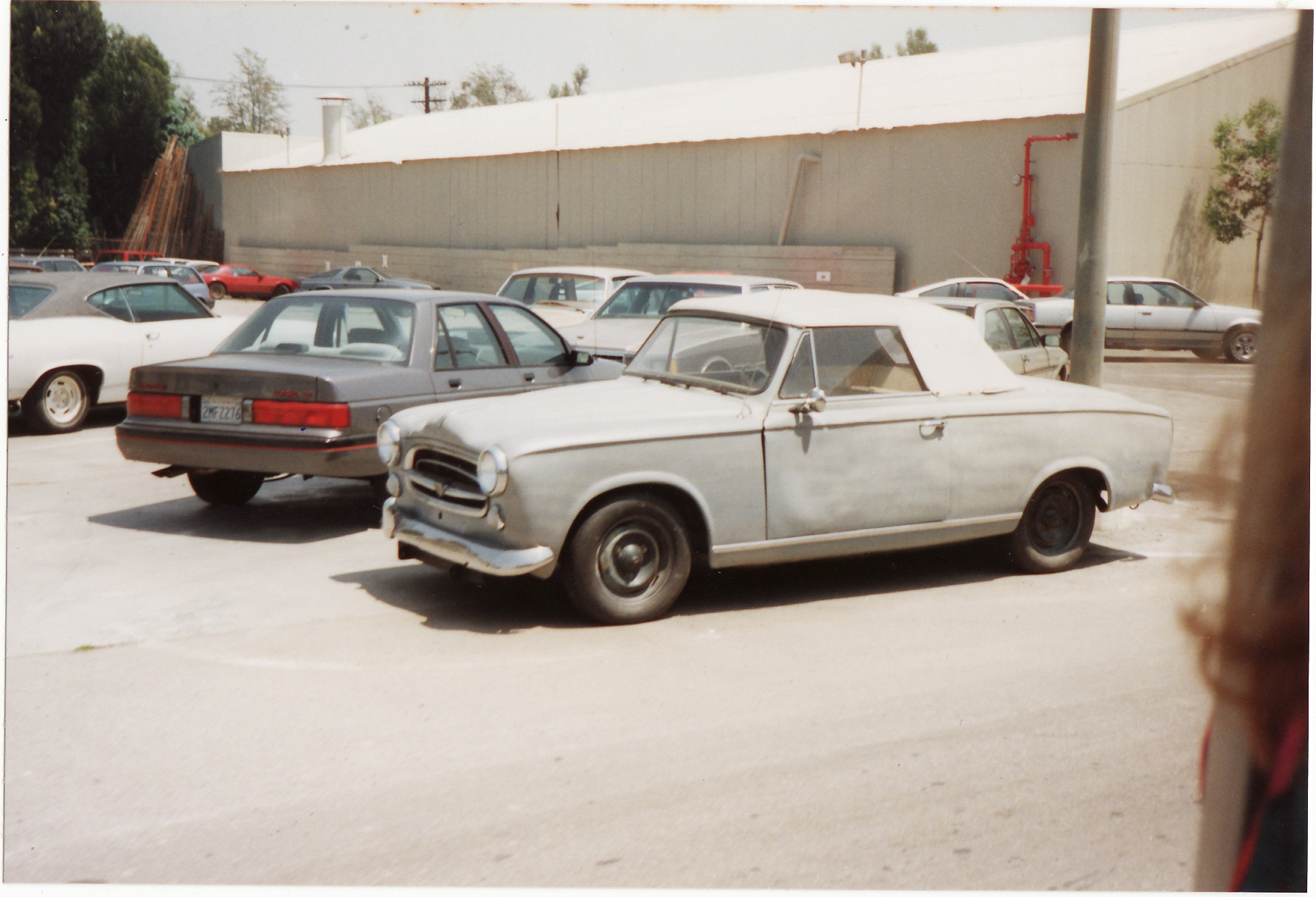
La Peugeot 403 Cabriolet de Columbo, aux studios Universal.

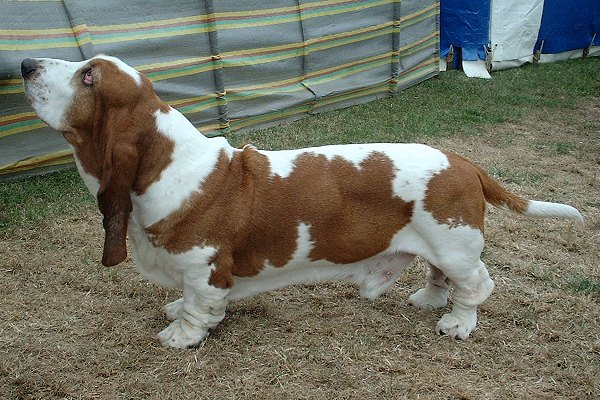
Un chien de race basset hound, similaire à celui de Columbo dans la série.

L'inspecteur Columbo ne semble pas en très bonne condition physique. Comme le lui fait remarquer dans un épisode le meurtrier qu'il traque, malgré un patronyme dérivé de celui du grand navigateur, Christophe Colomb (Cristoforo Colombo), l'inspecteur a facilement le mal de mer ainsi que le vertige. En outre, il ne sait pas nager. Il n'incarne donc pas le policier américain modèle, comme peut l'être Rick Hunter par exemple.
De nombreux ressorts comiques du personnage proviennent de ses habitudes :
- il porte invariablement une chemise de couleur crème (ou jaune pâle), une cravate sombre et fine et des chaussures élimées. Il est vêtu d'un imperméable très usé qui lui arrive aux genoux, d'une couleur pâle variant entre le blanc cassé, le beige et le gris sale. En plus de son carnet de notes et d'un crayon, ses poches sont souvent remplies de cigares éteints. Il mâchouille ces derniers froids ou les laisse allumés, quitte à enfumer ses interlocuteurs. Il peut aussi avoir mis des œufs durs dans ses poches ;
- il conduit une voiture Peugeot 403 décapotable grise, dont il n’ôte presque jamais la capote. L'état de la voiture se dégrade au fur et à mesure de l'évolution de la série au point d'avoir un aspect délabré, contrastant de manière comique avec les véhicules souvent luxueux de ses interlocuteurs[30] ;
- dans plusieurs épisodes, il est accompagné de son chien basset hound qu’il appelle « le Chien » à défaut de lui avoir trouvé un prénom qui le fasse réagir (débattu dans l'épisode « Symphonie en Noir »). D’une manière générale, l'animal n'obéit à aucun des ordres qu'il reçoit. Il entre en conflit avec son maître lorsqu'il est laissé dans sa voiture, Columbo devant intervenir pour soit le faire taire ou l'empêcher de souiller les sièges ;
- il évoque fréquemment « sa femme » pour justifier certaines de ses conclusions (par exemple les horaires de tournée des glaciers ambulants dans l'épisode « Le grain de sable »). La présentant comme la compagne idéale, celle-ci n’apparaît cependant jamais physiquement dans la série. Un épisode a même pour thème une tentative d’empoisonnement de madame Columbo[31], sans jamais la montrer physiquement. Columbo évoque également d'autres membres de sa famille au cours de la série (beau-frère, neveu, sœur, parents, etc.).

### Voiture

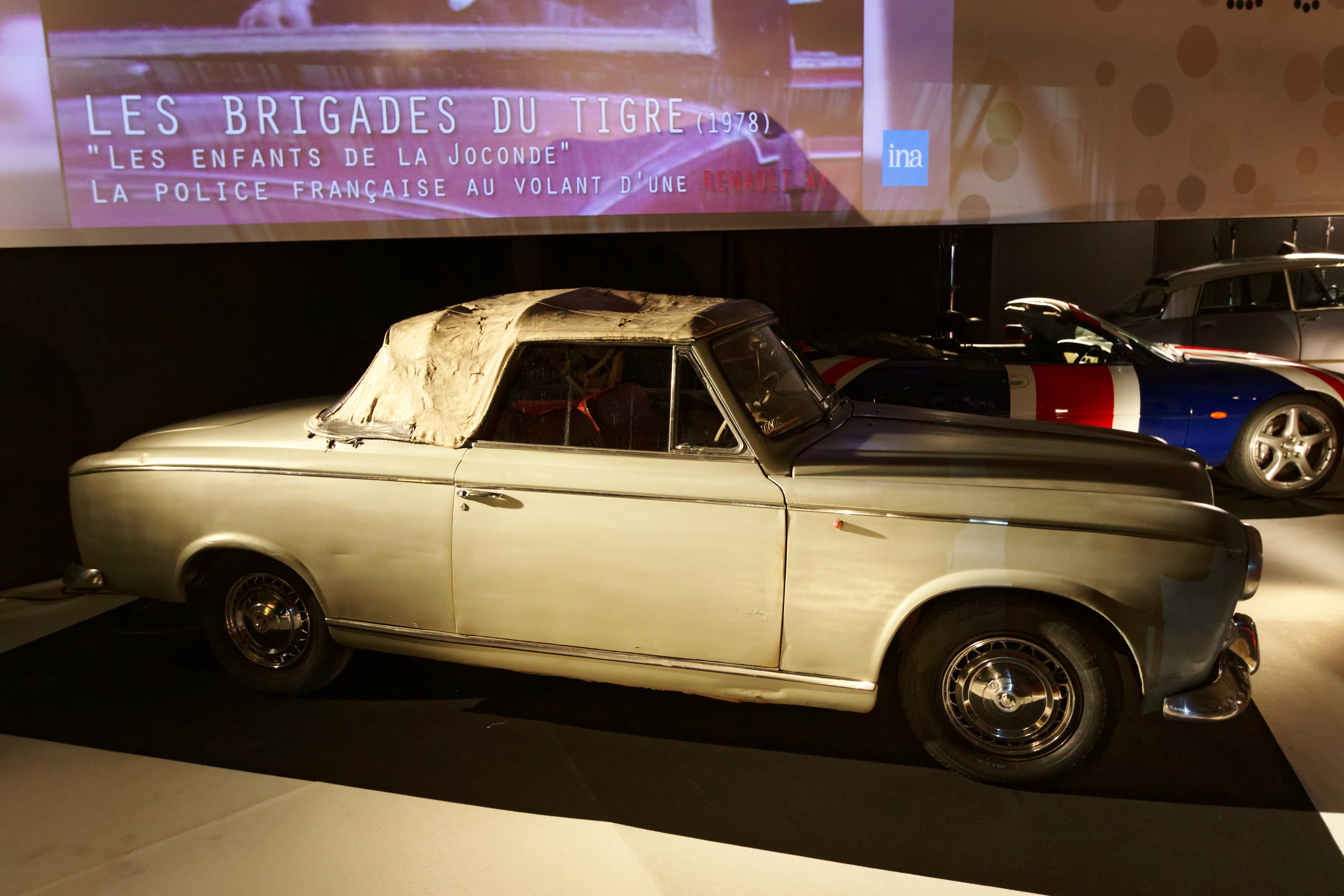
Une Peugeot 403 cabriolet 1961 « type Columbo », au Mondial de l'Automobile de Paris en 2016.

- C’est Peter Falk lui-même qui jeta son dévolu sur la Peugeot 403 cabriolet. Les producteurs lui demandant de choisir un véhicule, il se rend chez un concessionnaire chez lequel aucune des voitures exposées ne le séduit[30]. Il tombe alors par hasard sur la Peugeot 403 de l'acteur français Roger Pierre qui était alors en voyage aux États-Unis au volant de sa voiture personnelle[32], un modèle dont il ignore tout à l'époque[33].
- Ce n'est pas un, mais au moins trois ou quatre cabriolets Peugeot 403 qui furent utilisés au cours de la série Columbo[34]. La voiture apparaît pour la première fois en 1971 dans l'épisode « Le Livre Témoin » (« Murder by the Book »)[35]. Elle est immatriculée « 044 APD » dans la première série, puis devient « 448 DBZ » dans la deuxième série. La première 403 était un vrai cabriolet, alors qu’une partie au moins des deux ou trois autres étaient des berlines recarrossées pour les besoins de la série[30].
- Dans l'épisode « Requiem pour une star déchue », Columbo entend la remarque comme quoi il pourrait s'offrir une autre voiture. Il répond en avoir déjà une autre, mais que c'est sa femme qui la conduit.
- Dans l’épisode Criminologie appliquée, on découvre que sa femme a une Ford Falcon de 1968.
- Cette Peugeot 403 cabriolet est le même modèle que celui utilisé par Jean-Paul Belmondo dans le film La Sirène du Mississipi, sorti en 1969.

## Invités

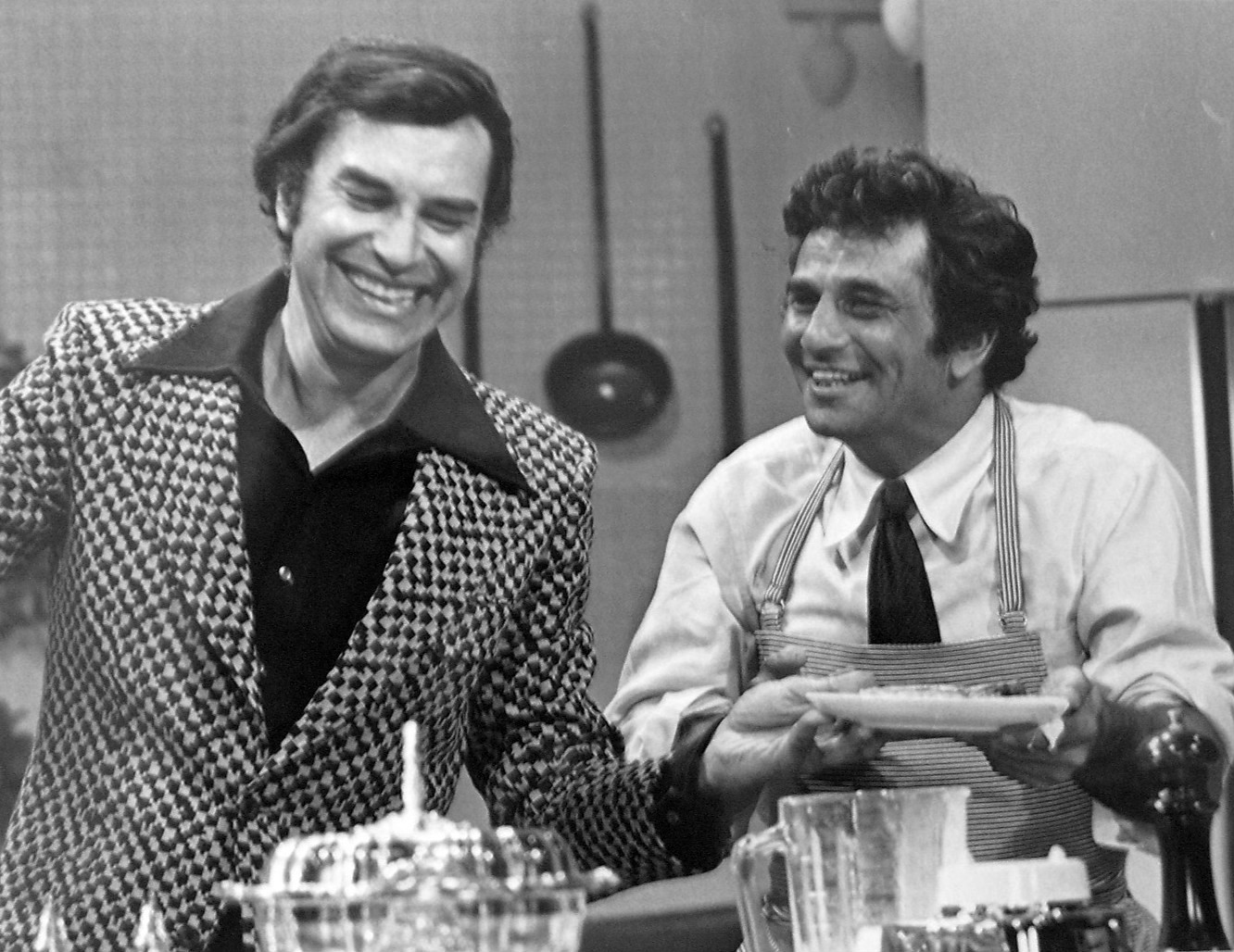
Martin Landau et Peter Falk dans l'épisode Double choc [17] (2-8).

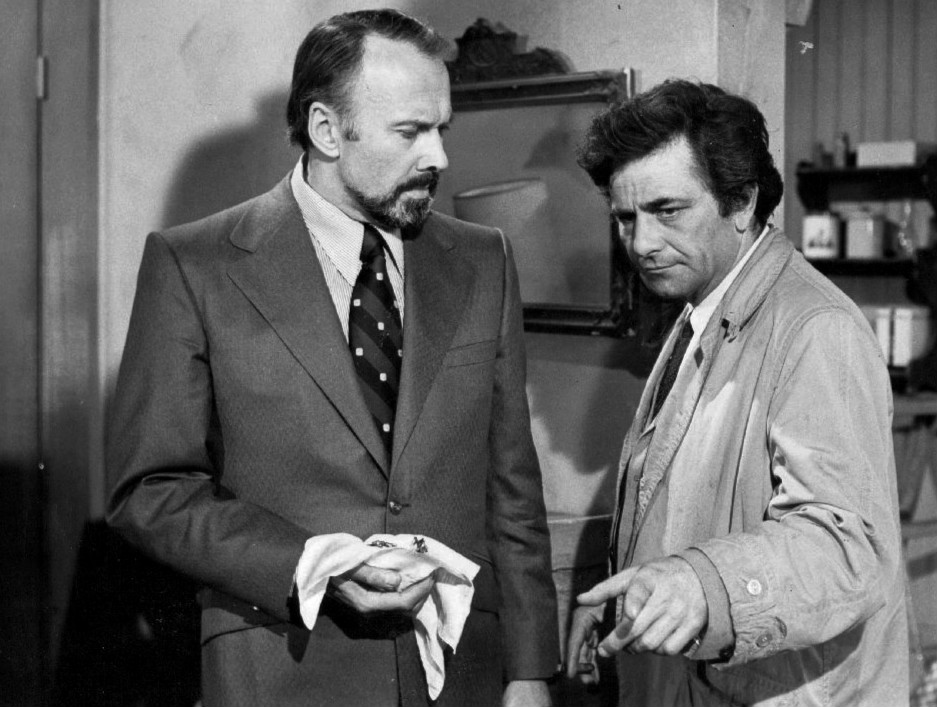
Richard Kiley et Peter Falk dans l'épisode En toute amitié [25] (3-8).

De nombreux acteurs-vedettes (guest-stars) ont participé à la série, notamment :
- Eddie Albert[36]
- Richard Anderson[37]
- Anthony Andrews[38]
- Gene Barry[39]
- Patrick Bauchau[40]
- Anne Baxter[41]
- Ed Begley Jr.[42]
- Theodore Bikel[43]
- Johnny Cash[44]
- John Cassavetes[45]
- Jack Cassidy[46]
- Kim Cattrall[47]
- Billy Connolly[48]
- Robert Conrad[49]
- Robert Culp[50]
- Tyne Daly[51]
- Faye Dunaway[52]
- Dana Elcar[53]
- Emilio Fernández [54]
- José Ferrer[55]
- Mel Ferrer[56]
- Nina Foch[57]
- Bernard Fox[58]
- Jorge Garcia[59]
- Carmine Giovinazzo[60]
- Ruth Gordon[61]
- Lee Grant[62]
- George Hamilton[63]
- Laurence Harvey[64]
- Louis Jourdan[65]
- Richard Kiley[66]
- Martin Landau[67]
- Jamie Lee Curtis[68]
- Enrique Lucero (es)[69]
- Janet Leigh[70]
- Ida Lupino[71]
- Patrick Macnee[72]
- Ross Martin[73]
- Roddy McDowall[74]
- Patrick McGoohan[16]
- Vera Miles[75]
- Ray Milland[76]
- Juliet Mills[77]
- Ricardo Montalbán[78]
- Julie Newmar[79]
- Leslie Nielsen[80]
- Leonard Nimoy[81]
- Jeanette Nolan[82]
- France Nuyen[83]
- Patrick O'Neal[84]
- Donald Pleasence[85]
- Little Richard[86]
- Gena Rowlands[87]
- Dick Sargent[88]
- William Shatner[89]
- Martin Sheen[90]
- Jennifer Sky[91]
- Rod Steiger[92]
- Fisher Stevens[93]
- Paul Stewart[94]
- Rip Torn[95]
- Dick Van Dyke[96]
- Robert Vaughn[97]
- Marcia Wallace[98]
- George Wendt[99]
- Oskar Werner[100]
- David White[101]
- Otis Young[102]
- Jeff Goldblum[103]

## Œuvres dérivées

### SérieMadame Columbo

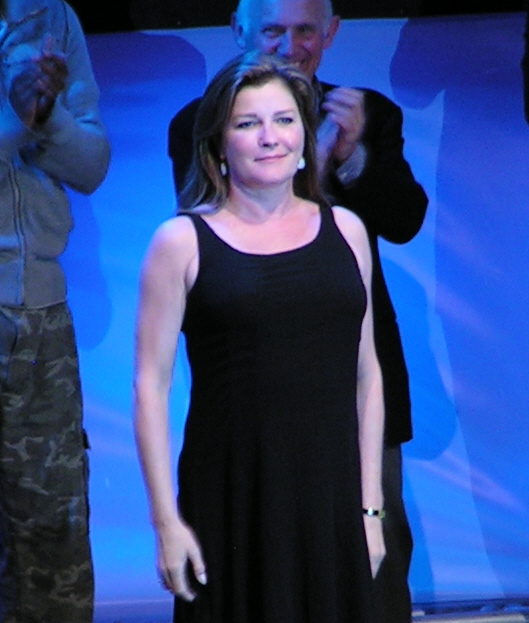
Kate Columbo Callahan (Madame Columbo, interprétée par Kate Mulgrew).

On n’a jamais vu la femme de Columbo dans la série originale. Dans l’épisode Votez pour moi, Columbo demande à un sénateur un autographe au nom de Madame Columbo. Les auteurs de la série jouent constamment sur cette omniprésence invisible. De très nombreux indices permettent de retracer « en creux » la biographie et la personnalité de sa femme, par exemple, dans l'épisode Quand le vin est tiré, Columbo excuse l'absence de sa femme au dîner avec Adrian Carsini (Donald Pleasence) par le fait qu'il n'avait personne pour « garder les enfants » ; dans Exercice fatal, il dit qu'elle a tendance à l'embonpoint et qu'elle n'a jamais eu la ligne, ce qui ne le dérange pas car il préfère les femmes bien en chair.
Dans l'épisode La femme oubliée, il prétexte que sa femme est légèrement grippée et qu'elle n'a pu se rendre avec lui à l'invitation de Grace Wheeler Willis.
La série Madame Columbo a été créée en 1979. Le personnage de Mme Columbo se prénomme Kathy et le couple a une fillette unique prénommée Jenny. Columbo n'apparaît jamais avec son épouse. Chaque épisode montre Mme Columbo résolvant une énigme criminelle, par le biais de son travail de journaliste. Les connexions avec la série originale Columbo ont été rendues évidentes : la voiture de Columbo est présente dans l'allée, le chien apparaît dans les épisodes et Mme Columbo vide régulièrement les cendriers contenant les mégots de cigares. Le mari de Kate est inspecteur de police.
Ayant reçu un très mauvais accueil, la série a été arrêtée au bout de treize épisodes. Elle a déçu les inconditionnels de la série originale car Madame Columbo était divorcée de l'inspecteur Columbo. Et comme de nombreux épisodes de la série montraient l'inspecteur parlant de sa femme, il était tout simplement impensable qu’ils fussent divorcés !

### Pièces de théâtre
- Columbo apparaît une première fois, incarné par l'acteur Thomas Mitchell, sur les planches de Broadway dans la pièce Inculpé de meurtre, de février à août 1962.
- Cette pièce a été traduite et adaptée par Olivier Cazeaux (manuscrit déposé à la SACD en 2001 sous le titre Lieutenant Columbo).
- Elle a été créée sous le titre Une femme de trop, en 2004 et produite jusqu'à 2006 avec Olivier Lejeune et l’imitateur Pascal Brunner dans le rôle de Columbo. L'adaptation est signée Pierre Sauvil.
- La pièce, sous le titre Meurtre sous prescription, est rejouée en France en mars 2016 au théâtre Michel avec le comédien Martin Lamotte dans le rôle de Columbo[104].

### Romans

#### Nouvelles
William Link, cocréateur de la série, a écrit un recueil de nouvelles autour de Columbo, intitulé The Columbo Collection, qui a été publié en mai 2010 par Crippen & Landru.

#### Novélisations d'épisodes
Une série de livres Columbo, principalement adaptée de la série télévisée, a été publiée chez MCA Publishing en 1972 par les auteurs Alfred Lawrence, Henry Clement et Lee Hays.
- Quand le vin est tiré… (Any old port in a storm) / Henry Clement d'après l'épisode Quand le vin est tiré (n° 19) ; trad. Michel Pagnier. Paris : Presses de la Cité, coll. « Columbo » n° 3, 1976, 154 p. (ISBN 2-258-00137-4)
- Au son du canon (The Dean's Death : By dawn's early light) / Henry Clement d'après l'épisode Entre le crépuscule et l’aube (n° 28) ; trad. Paul Verguin. Paris : Presses de la Cité, coll. « Columbo » n° 4, 1976, 159 p. (ISBN 2-258-00111-0)
- Le Livre qui tue… (Murder by the book) / Lee Hays d'après l'épisode Le Livre témoin (n° 3) ; trad. Simonne Huinh. Paris : Presses de la Cité, coll. « Columbo » n° 5, 1976, 158 p. (ISBN 2-258-00197-8)
- Mauvais esprit… (A Deadly state of mind) / Lee Hays ; d'après l'épisode État d’esprit (n° 31) ; trad. Marie-France Perez. Paris : Presses de la Cité, coll. « Columbo » n° 6, 1977, 159 p. (ISBN 2-258-00198-6)
- Eaux troubles… (Troubled waters) / Lee Hays d'après l'épisode Eaux troubles (n° 29). Paris : Presses de la Cité, coll. « Columbo », 1977, 191 p. (ISBN 2-258-00197-8)
- Au son du canon (By dawn's early light) suivi de Mort au campus / Henry Clement & Alfred Lawrence ; trad. Paul Verguin et Jackie Martinache. Paris : Presses de la Cité, coll. « Columbo », 1986, 250 p.  (ISBN 2-258-01745-9)
- Le Livre qui tue (Murder by the book) suivi de Dans le décor (The Christmas killing) / Lee Hays & Alfred Lawrence. Paris : Presses de la Cité, coll. « Columbo », 1986, 283 p. (ISBN 2-258-00112-9)
- Eaux troubles (Troubled waters) suivi de Quand le vin est tiré (Any old port in a storm) / Henry Clement & Lee Hays. Paris : Presses de la Cité, coll. « Columbo » n° 3, 1986, 280 p. (ISBN 2-258-01784-X)
- Aux premières lueurs de l'aube (By dawn's early light) / Howard Berk ; novellisation de Henry Clement ; présentation, trad. et notes par Pierre Arnaud. Paris : Pocket, coll. « Les langues pour tous » n° 3544, 1998, 218 p. (ISBN 2-266-03763-3). Rééd. Paris : Pocket, coll. « Les langues pour tous » n° 3544, 1998, 212 p. (ISBN 2-266-08365-1)

#### Romans originaux
- Dans le décor (A Christmas killing) / Alfred Lawrence ; trad. Jackie Martinache. Paris : Presses de la Cité, coll. « Columbo » n° 1, 1975, 185 p.
- Mort au campus / Alfred Lawrence ; trad. Jackie Martinache. Paris : Presses de la Cité, coll. « Columbo » n° 2, 1975, 189 p.
- La Femme du lieutenant / Bernard Courtebras. Éditions Nombre 7, 2022, 198p

Columbo a notamment été utilisé comme protagoniste dans une série de romans publiés entre 1994 et 1999 par Forge Books. Tous ces livres ont été écrits par William Harrington.
- William Harrington (trad. Jean-Louis Sarthou), Meurtre en différé : une enquête inédite du lieutenant Columbo [« The Grassy Knoll »], Paris, Belfond, 1993, 275 p. (ISBN 2-7144-3040-6). Rééd. Paris : le Grand livre du mois, 282 p. ; Paris : Corps 16, 1994, 362 p. (ISBN 2-84057-085-8)
- William Harrington, La Piste Manson : une enquête inédite de Columbo (The helter skelter murders) ; trad. Jean-Louis Sarthou. Paris : Belfond, 1995, 286 p. (ISBN 2-7144-3255-7). Rééd. Paris : Corps 16, 1997, 384 p. (ISBN 2-84057-161-7). Rééd. Bruxelles : C. Lefrancq, coll. « Lefrancq en poche » n° 1708, 1998, 317 p. (ISBN 2-87153-559-0)
- William Harrington, Qui a tué Regina ? : une enquête inédite du lieutenant Columbo (The Hoffa connection) ; trad. Bernard Ferry. Paris : Belfond, 1996, 212 p. (ISBN 2-7144-3336-7). Rééd. Paris : le Grand livre du mois, 211 p.
- (en) William Harrington, Columbo: The Glitter Murder, 1995
- (en) William Harrington, Columbo: The Game Show Killer, 1996
- (en) William Harrington, Columbo: The Hoover Files, 1998

## Éditions vidéo

### DVD & Blu-Ray
La série est disponible sous différents formats :
- Les coffrets par saison[105] :

1. L’intégrale de la saison 1 en 6 DVD. Il reprend le téléfilm Inculpé de meurtre, le pilote et les 7 épisodes de la saison 1.
2. L’intégrale de la saison 2 en 4 DVD. Il reprend les 8 épisodes de cette saison et un DVD Bonus avec une version alternative de Symphonie en noir[106].
3. L’intégrale de la saison 3 en 4 DVD. Elle reprend les 8 épisodes de cette saison.
4. L’intégrale de la saison 4 en 4 DVD. Elle reprend les 6 épisodes de cette saison et l’épisode pilote de la série Madame Columbo.
5. L’intégrale de la saison 5 en 3 DVD. Elle reprend les 6 épisodes de cette saison.
6. L’intégrale des saisons 6 et 7 en 4 DVD. Elle reprend les 3 épisodes de la saison 6 et les 5 épisodes de la saison 7 et clot la première série.
7. L’intégrale des saisons 8 et 9 en 5 DVD. Elle reprend les 4 épisodes de la saison 8 et les 6 épisodes de la saison 9.
8. L’intégrale des saisons 10 et 11 en 3 DVD. Elle reprend les 3 épisodes de la saison TV 10, les 2 épisodes de la saison TV 11 et 1 épisode de la saison TV 12[105] de la deuxième série.
9. L’intégrale de la saison 12[105] en 4 DVD. Elle reprend les 8 épisodes des saisons TV 13 à 18 de la deuxième série.

- L’intégrale des 12 saisons est également sortie chez Universal. Il s’agit d’un boîtier regroupant les neuf coffrets.
- Il existe un coffret regroupant l’intégrale des saisons (1 à 11, la saison 12 manque) et incluant le modèle réduit de la célèbre Peugeot.
- La première édition des épisodes de la série sont deux Best of titrés Le meilleur de Columbo. Il existe deux volumes qui n’ont pas été réédités.
- Mi-février 2005 les DVD sont vendus à l’unité en kiosque.
- Un coffret tiré à deux mille exemplaires numérotés regroupant l'intégrale de la série saison 1 à 18 en Blu-ray sort le 5 décembre 2023.

## Autour de la série

### Parodies

#### Animation
- De 1977 à 1979 : Columbo est parodié dans un des dessins animés d'Hanna-Barbera Productions par le personnage Mumbly, dont l'imperméable, la voiture épave et le fait d'embêter constamment le coupable rappellent Columbo[107].
- En 2008, Matt Groening rend hommage à Columbo dans C comme crétin, un épisode de la saison 19 des Simpson. Le rôle de Columbo est interprété par Nelson Muntz, qui mène l'enquête sur l'éventuelle mort de Martin Prince. Le générique final est directement calqué sur celui de Columbo.
- Dans la version française de l'épisode 24 de la série d'animation japonaise Assassination Classroom, Koro imite un court instant Columbo. Le doubleur Alexandre Coadour tente même de prendre la voix de Serge Sauvion.
- Il y est aussi fait allusion dans Sonic X, où Vector, de l’agence de détective Chaotix, parodie Columbo en portant un imperméable gris plus un cigare à la main tout en citant avec une voix similaire à la VF de la série, ses phrases fétiches « Je voudrais vous poser une dernière question » et « Vous voyez, c’est ma femme ».
- Dans Ameku M.D.: Doctor Detective (en) (2025), l'inspecteur Kimiyasu Sakurai, par son physique, sa coiffure ébouriffée, sa tenue débraillée et son imperméable gris, rappellent immanquablement Columbo. Lors de leur première entrevue, la docteure Ameku, protagoniste de l'animé, lui reproche d'être « encore habillé comme un inspecteur de série »[108].

#### Séries télévisées
- Dans l'épisode 8 de la saison 4 de la série L'Incroyable Hulk (« Sans rancune Eddie Caine »), Cameron Mitchell interprète Eddie Caine, un détective qui cumule plusieurs attributs de Columbo : cigare permanent, costume beige clair, vieille voiture.

#### Fictions sonores
- L'humoriste québécois François Pérusse, auteur des Deux minutes du peuple, a également repris le personnage de Columbo pour l'écriture de certains sketchs de sa série Lieutenant Bocolon (Jeu de mots de « beau colon », l'inverse phonétique de « Columbo »).

#### Jeux vidéo
- Dans l'une des cinématiques de début du jeu vidéo Lego City Undercover, lorsque le chef Marion Dunby appelle à une réunion, plusieurs personnages qui y assistent font référence à des inspecteurs de police fictifs. L'un d'eux est une parodie de Columbo, reprenant par ailleurs sa phrase fétiche : « Juste une dernière question, chef ».

### Hommages
- Le personnage de bande dessinée Jack Palmer, créé en 1974 par René Pétillon, est un détective privé qui ne comprend pas grand-chose aux enquêtes qu'on lui confie. Il porte un imperméable similaire à celui de Columbo.[réf. nécessaire]
- Dans le film Le Battant, réalisé par Alain Delon, Pierre Mondy interprète un commissaire qui, malgré lui, prend l'allure de différents policiers fictifs célèbres (le commissaire Maigret par exemple). Dans une scène située dans une chambre d'hôtel, face à Alain Delon et Anne Parillaud, sa ressemblance avec Columbo est flagrante : même imperméable usé, même vieux morceau de cigare, même gestuelle et même façon de revenir vers l'accusé en ayant oublié de poser une question.[réf. nécessaire]
- Une espèce de radiolaire fossile découverte au large du Suriname a été nommée Aphetocyrtis columboi du fait de sa ressemblance morphologique avec un cigare[109].

### Apparitions de Columbo hors de la série
- En 1987, dans le film franco-allemand Les Ailes du désir de Wim Wenders, Peter Falk joue son propre rôle et un des jeunes qui passent le remarque et l'appelle Columbo.
- En 2006, Peter Falk endosse une dernière fois le costume râpé de Columbo dans une scène de la série Alias, tournée pour les cinquante ans de la chaîne ABC[110].

### Voix de Columbo et imitations
- Entre 1988 et 1995, sur Europe 1, Serge Sauvion, le doubleur français de Peter Falk, anime l'émission Crime Story, les rendez-vous d'Alfred Hitchcock.
- Dans l’émission Les Grands du rire, sur France 3, l’imitateur Daniel Herzog (Les Guignols de l’info) apparaît souvent déguisé en Columbo.
- Les Guignols de l’info ont une marionnette à l’effigie de l'inspecteur (rarement utilisée).
- L'imitateur Pascal Brunner a interprété le rôle de Columbo dans la pièce de théâtre Une femme de trop, jouée en France de 2004 à 2006.

### Sculpture

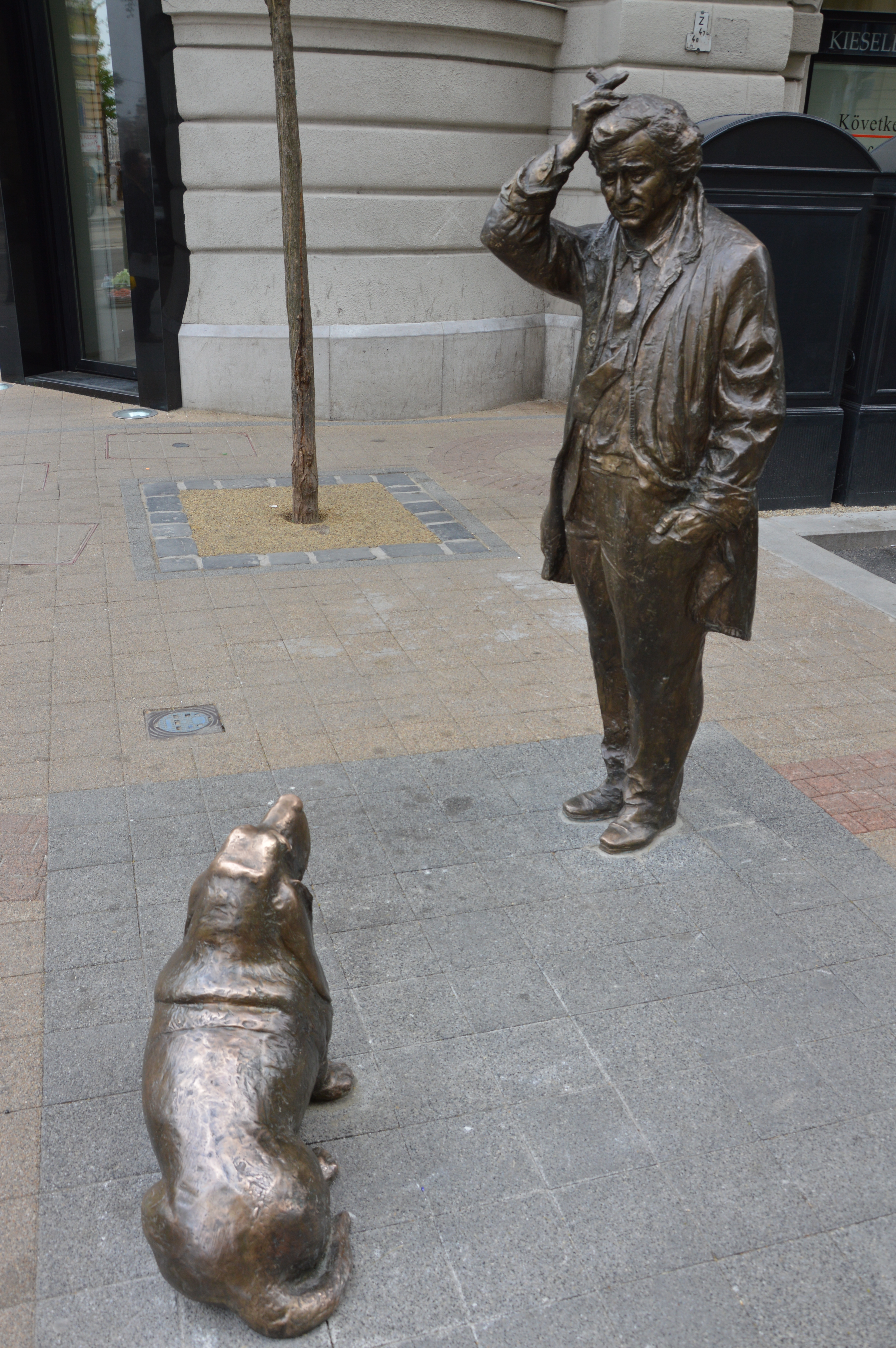
Statue de Columbo et son chien à Budapest.

- Une œuvre composée de deux statues, l’une de Columbo, incarné par Peter Falk, et l’autre représentant son chien, a été dévoilée en 2014 sur la rue Miksa-Falk à Budapest en Hongrie.

## Meurtre réel inspiré d'un épisode
En 1995 en France, une femme et son amant s'inspirent de l'épisode 24 de la série Columbo, « Exercice fatal » (« An Exercise in Fatality ») de 1974, pour maquiller le meurtre du mari avec un haltère,,,,,.
Le 14 juillet 1995, Jean-Bernard Wiktorska, un imprimeur de 42 ans est retrouvé mort sur son banc de musculation dans son appartement de Sarcelles, un haltère de cinquante kilos en travers de la gorge. Le médecin légiste conclut à une mort accidentelle par asphyxie mécanique, pensant que la victime a fait un malaise pendant un exercice et a eu la carotide écrasée,,,,,.
Alors que le corps doit être incinéré, une femme indique aux policiers qu'il s'agit d'un meurtre. Les investigations sont relancées et l'autopsie révèle d'abord de multiples lésions sur sa trachée, incompatibles avec une simple chute de l'haltère, ainsi que la présence d'un puissant somnifère dans son organisme. Au terme de l'enquête, les policiers comprennent que Wiktorska a été assassiné par Jean-Stéphane Saizelet, l'amant de sa femme, avec la complicité de celle-ci. Saizelet s'est en fait inspiré de l'épisode « Exercice fatal », diffusé quelques semaines auparavant, où un homicide est maquillé en accident de musculation,,,,,.